# Santa Cruz de Juarros
Santa Cruz o Santa Cruz de Juarros, es una localidad situada en la provincia de Burgos, comunidad autónoma de Castilla y León (España), comarca de Alfoz de Burgos, partido judicial de Burgos, ayuntamiento de Ibeas de Juarros.

## Historia
La villa de Santa Cruz de Juarros fue cabeza del alfoz del mismo nombre desde el primer momento de su historia. Aunque la primera mención a Santa Cruz de Juarros data del año 1032, el pueblo existía desde casi 150 años antes. La vida actual de todos los lugares de la Sierra de Burgos, incluida la comarca de Juarros, se configura en el siglo X tal y como ha llegado hasta nosotros. Prescindimos en Santa Cruz de referencias anteriores a la Reconquista por la actual carencia de datos y señalaremos no obstante, la extraña agregación de la comarca de Juarros a la merindad de Castrogeriz, y no a la de Burgos, que hubiera sido lo esperado. Los alfoces o partidos de Santa Cruz y el de los Ausines dependían pues de Castrogeriz, y en tal situación han vivido hasta el siglo XIX. 
Santa Cruz era la fortaleza del alfoz, y en su castillo, hoy desaparecido, residía el “tenente”, un jefe con atribuciones políticas, militares, de justicia y de hacienda. Su extensión no era grande y abarcaba lo que hoy es el ayuntamiento de Ibeas de Juarros, excepto San Adrián de Juarros. En él existían otros once lugares que han desaparecido con el tiempo, como Casares, Molintejado, Olea, San Vicente y otros. Dentro del término de Santa Cruz contaba la villa con tres barrios, de los que subsisten Cabañas y Matalindo y ha desaparecido Celada, situada al suroeste de la villa. La abadía cisterciense de Bujedo de Juarros, aunque con fuero propio estuvo en el mismo término. Cuando llegaron los monjes cistercienses, a finales del siglo XVI, habitaba allí una corta población dependiente de la abadía benedictina de San Pedro de Arlanza. 
La villa mantuvo su independencia administrativa, a pesar de la vecindad de la Real Abadía Cisterciense, y también del Monasterio de San Cristóbal de Ibeas que, en el Libro de las Behetrías de Castilla, aparece como dueño de dos solares. Igualmente se defendió la villa del poderío de la familia Velasco, luego condestables de Castilla que, según cita el mismo documento, son poseedores de cinco solares. También hizo acto de presencia en la historia de Santa Cruz de Juarros el Monasterio de Las Huelgas de Burgos. En aquellos momentos las obligaciones de los vecinos de Santa Cruz no eran muy fuertes, a saber: “pagaban al rey servicios y monedas y a los señores de solares tres maravedises al año y un yantar si visitaban la villa”. En tiempos de Alfonso XI les impusieron los pagos de martiniega y fonsadera, éste evidentemente injusto, pues tenían que mantener el castillo de su propio alfoz. 
En el año 1591 el partido de Juarros y de la Mata contaba con 870 vecinos; en el año 1843, Santa Cruz sumaba 336 habitantes y funcionaban en la villa sendas escuelas para niños y niñas. Las fiestas de celebraban por San Martín y en el término se alzaban tres ermitas dedicadas a Nuestra Señora de Las Mercedes, San Pedro y San Blas. En sus cauces de agua había instalados siete molinos. El punto más alto de población se alcanzó en el año 1950 con 622 habitantes. 
Pero en la economía medieval y en parte de la moderna, Santa Cruz de Juarros tuvo su principal riqueza en la ganadería ovina. La oveja merina pastaba en sus montes durante los veranos, en la villa había esquileo y lavaderos de lanas que proporcionaban salarios a mujeres e incluso a los niños. El diezmo de la lana lo percibía en temporadas el cabildo de la Catedral de Burgos y suponía un renglón importante para la Institución.
Antiguo municipio de Castilla la Vieja en el Partido de Burgos código INE-09344 que en el Censo de la matrícula catastral contaba con 109 hogares y 366 vecinos. Entre el Censo de 1981 y el anterior, este municipio desaparece porque se integra en el municipio 09177 Ibeas de Juarros. Contaba entonces con 82 hogares y 306 habitantes de derecho.

## Monumentos

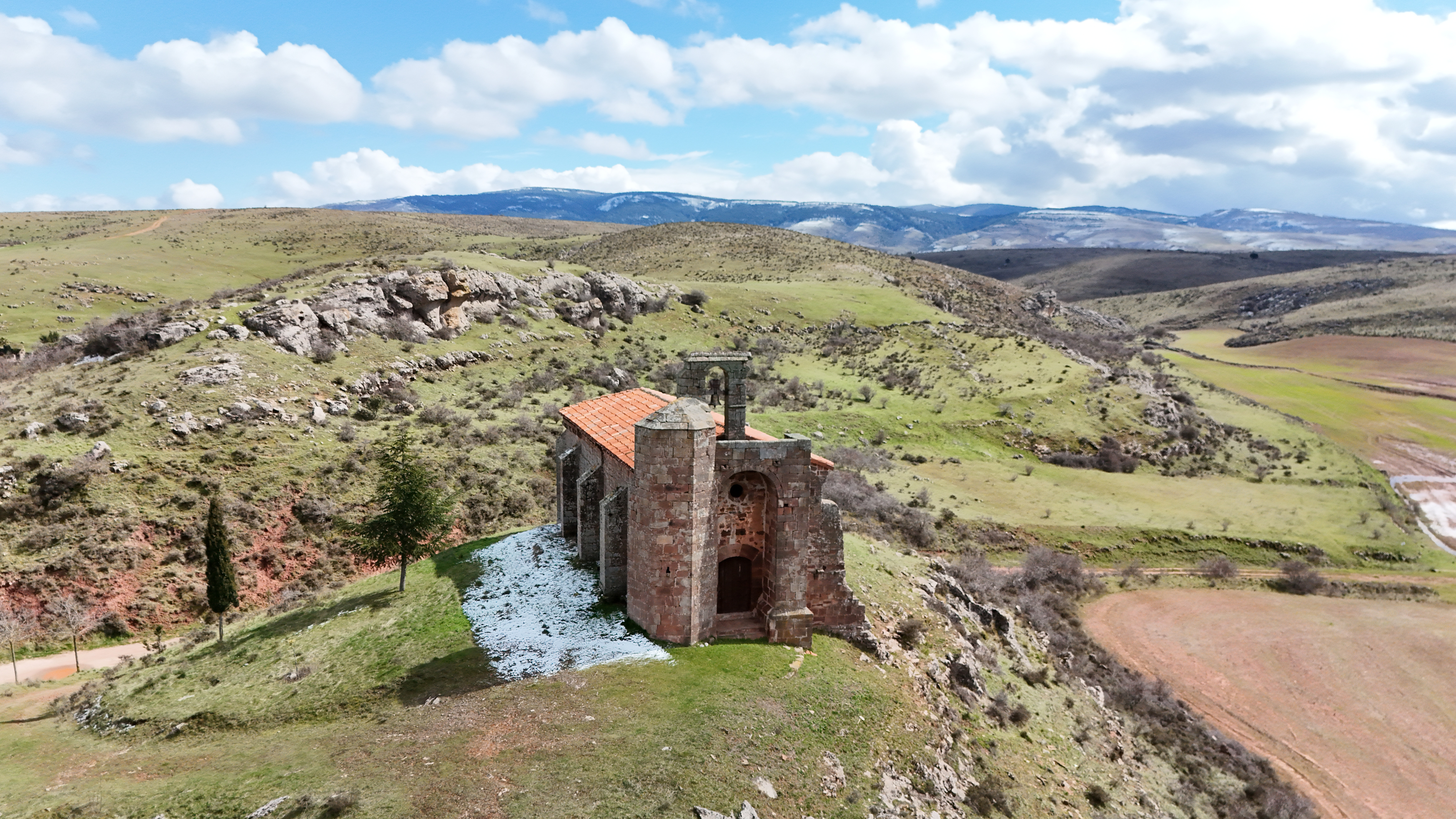
Ermita de San Pedro

La Iglesia de San Martín es de estilo románico de transición al gótico cisterciense (s.XIV), con añadidos góticos más tardíos y una esbelta torre barroca de 1652. En el interior existen un bonito retablo y un sepulcro gótico.
La Ermita de San Pedro, levantada sobre la antigua iglesia del castillo del Alfoz de Juarros, es un buen ejemplo de iglesia-fortaleza del norte de Castilla.
En las cercanías del río Seco se encuentra el Monasterio de Santa María de Bujedo de Juarros, actualmente de propiedad privada.
En una localidad limítrofe, llamada San Millán de Juarros, podemos encontrar un puente originario del s.XII, denominado puente de San Andrés.

## Fiestas y costumbres
A lo largo del año, los vecinos de la villa celebran numerosas fiestas. A finales de febrero la fiesta de la Matanza, en la que durante tres días rememoran los antiguos ritos de la matanza del cerdo, elaborando chorizos, morcillas, panzas... y culminando la fiesta con una comida popular.
La celebración austera de la Semana Santa, reúne a vecinos e hijos del pueblo que se emocionan con la procesión del Encuentro el domingo de Pascua o el canto de los pasos el día de viernes Santo en el que surgen las emociones al entonar la Salve ante la magnífica talla de la Virgen de los Dolores.
Hay comida popular el día de San Isidro, en honor a los labradores del pueblo así como el día de San Pedro, después de la misa en la ermita que preside el pueblo.
En julio se reúnen el día de la Peña, con una comida en el campo de la que disfrutan los niños especialmente con hinchables.
El último fin de semana de agosto es la comida de la comarca de los Juarros, que reúne a visitantes de toda la comarca, con una misa de campaña, actuaciones y elección del Juarreño del Año. 
La segunda quincena de septiembre se celebran fiestas en honor de su santo patrón, San Martín Obispo, con procesión acompañada de dulzaina, invitación de los jóvenes a los mayores, actuación de algún grupo folclórico e importantes verbenas que reúnen a cantidad de jóvenes.
En noviembre tienen la jornada de las setas, en la que se recolectan distintas especies, hay una exposición micológica y algún experto selecciona las mismas. Después, una comida con degustación de los productos recogidos.
En diciembre, en el puente de la Inmaculada Concepción, está la Cena de la Amistad. Con verbena en la sala. Durante esos días los vecinos elaboran un espectacular Belén en la iglesia de la localidad.

## Demografía
| Gráfica de evolución demográfica de Santa Cruz de Juarros entre 1842 y 1970 |
| |
| Población de derecho según los censos de población del INE Población de hecho según los censos de población del INEEntre el censo de 1981 y el anterior, este municipio desaparece porque se integra en el municipio Ibeas de Juarros. |

| 1842 | 1857 | 1860 | 1877 | 1887 | 1897 | 1900 | 1910 | 1920 | 1930 | 1940 | 1950 | 1960 | 1970 |
| ---- | ---- | ---- | ---- | ---- | ---- | ---- | ---- | ---- | ---- | ---- | ---- | ---- | ---- |
| 366  | 646  | 678  | 692  | 647  | 562  | 545  | 603  | 622  | 562  | 566  | 560  | 483  | 276  |

En Santa Cruz de Juarros llevan años celebrando sus fiestas en un fin de semana del mes de septiembre. Suele ser el segundo, tercer o cuarto fin de semana, pues
procuran que sus fiestas no coincidan con las de alguna localidad próxima.

## Parroquia
Iglesia de San Martín Obispo, dependiente de la parroquia de Mozoncillo de Juarros en el Arciprestazgo de San Juan de Ortega, archidiócesis de Burgos